# 交響曲第63番 (ハイドン)
交響曲第63番 ハ長調 Hob. I:63 は、フランツ・ヨーゼフ・ハイドンが1779年以降1781年以前に作曲した交響曲。第2楽章に付けられた副題から『ラ・ロクスラーヌ』（La Roxelane）の愛称で知られる。

## 概要
1779年11月18日にエステルハーザのオペラ劇場は火災に遭い、所蔵していた楽譜が失われた。ハイドンはウィーンから自作の筆写譜を購入し、それを元に何曲かのパスティッチョによる交響曲を作って演奏の用に充てた。本作もこの時に作られたパスティッチョ交響曲の一つであり、第1・第2楽章に1777年頃に作曲された作品を再利用している。
最終楽章にはプレスティッシモの版とプレストの版の2種類があるが、前者は1773年頃に作曲された交響曲の断片の再利用で、上演日が迫っていたため大急ぎで仕上げたことが推察される。その後まもなく新しい最終楽章が作曲された。

### ランドンの「第1稿」
H.C.ロビンス・ランドンは、この交響曲に1777年ごろに作曲された第1稿と、後に作られた第2稿があったと考え、自らの校訂した交響曲全集に両方の楽譜を含めた。ランドンの「復元」した第1稿は楽器編成が異なるほか、第4楽章が上記のプレスティッシモであるだけでなく、メヌエットもまったく異なっている。ランドンのいう「第1稿」による録音も存在するが、ソーニャ・ゲルラッハ（Sonja Gerlach）やスティーヴン・C・フィッシャー（Stephen C. Fisher）などの学者は「第1稿」の存在を疑問とした。
この「第1稿」の第3・第4楽章は、1773年のオペラ『報われぬ不実』（L'infedeltà delusa, Hob. XXVIII:5）の序曲と組み合わせて交響曲にした版が発見されており、本作とは無関係だったといわれている。

## 楽器編成
フルート1、オーボエ2、ファゴット1、ホルン2、第1ヴァイオリン、第2ヴァイオリン、ヴィオラ、低音（チェロおよびコントラバス）。

## 曲の構成
全4楽章、演奏時間は約23分。下記は現在一般的に演奏されている第2稿の構成である。
- 第1楽章 アレグロ
ハ長調、4分の3拍子、ソナタ形式。

1777年に作曲したオペラ『月の世界』（Il mondo della luna, Hob. XXVIII:7）序曲の転用で、原曲からファゴット1本、トランペット2本、ティンパニが外され、代わりにフルートが付け加えられている（エステルハージ家の楽団は1778年4月から1780年末までファゴット奏者がひとりしかいなかった。また1778年4月からフルート奏者が加わった[6]）。明るくわかりやすい曲である。

- 第2楽章 ラ・ロクスラーヌ：アレグレット（オ・ピウ・トスト・アレグロ）
ハ短調、4分の2拍子、変奏曲形式。

本作の愛称の由来となった楽章であり、「ラ・ロクスラーヌ」（La Roxelane）とは、フランスの劇作家シャルル・シモン・ファヴァール（英語版）による喜劇『ソリマン2世、あるいは3人のスルタンの妻』（Soliman II ou Les Trois Sultanes）に登場するヒロインの名前である。この楽章は、ハイドンがその劇のために1777年以前に作曲した劇付随音楽『ソリマン2世』（Soliman II, Hob. XXX:D、現存せず）からの転用[5][7]といわれているが、新規に作曲された可能性もある[2]。
ヴァイオリンには弱音器がつけられ、ハ短調とハ長調の2つの部分が交替し、最後は全奏によって華やかに終わる。

- 第3楽章 メヌエット - トリオ
ハ長調、4分の3拍子。
メヌエットは3連符による修飾のついたわかりやすい曲である。トリオはオーボエとファゴットの二重奏、および弦楽器のピッツィカートによる。

- 第4楽章 フィナーレ：プレスト
ハ長調、4分の2拍子、ソナタ形式。